# (3951) Zichichi
(3951) Zichichi est un astéroïde de la ceinture principale.

## Description
(3951) Zichichi est un astéroïde de la ceinture principale. Il fut découvert le 13 février 1986 à Bologne par l'observatoire San Vittore. Il présente une orbite caractérisée par un demi-grand axe de 2,34 UA, une excentricité de 0,17 et une inclinaison de 5,4° par rapport à l'écliptique.

## Compléments